# Wiszniów (Polska)

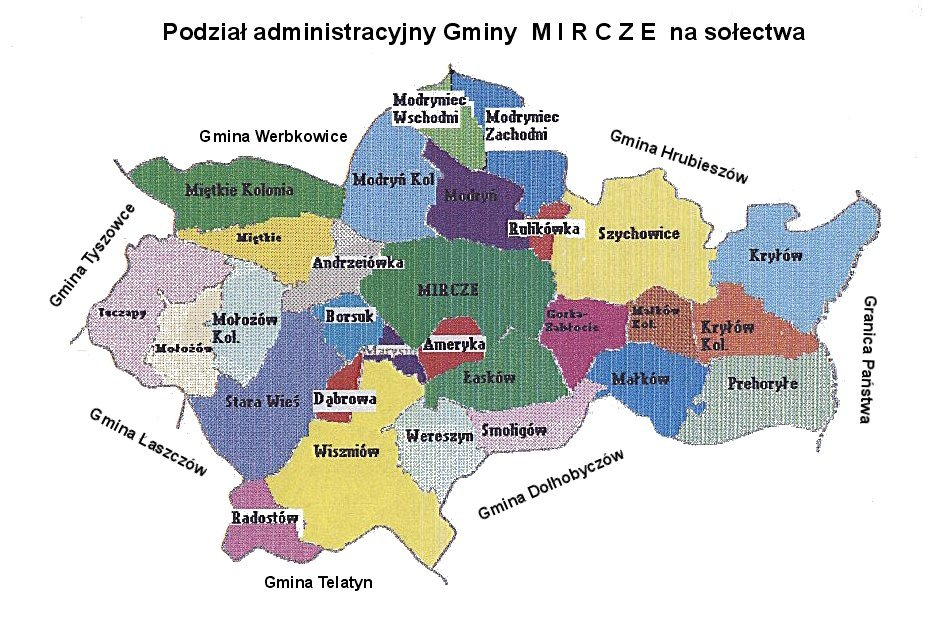
Wiszniów na mapie Gminy Mircze

Wiszniów (ukr. Вишнів) – wieś w Polsce położona w województwie lubelskim, w powiecie hrubieszowskim, w gminie Mircze
Wieś jest sołectwem w gminie Mircze, siedzibą rzymskokatolickiej parafii św. Stanisława w Wiszniowie. Według Narodowego Spisu Powszechnego z roku 2011 wieś liczyła 584 mieszkańców i była drugą co do liczby ludności miejscowością gminy.

## Części wsi
| SIMC    | Nazwa     | Rodzaj    |
| ------- | --------- | --------- |
| 0895043 | Karczunek | część wsi |

## Geografia
Wiszniów położony jest na południowo-wschodnim skraju gminy Mircze, nad rzeką Bukową na pograniczu Kotliny Hrubieszowskiej i Grzędy Sokalskiej. Najwyższym punktem Wiszniowa, a także całej gminy, jest wzniesienie o wysokości 263,7 m n.p.m. 
Wiszniów to wieś głównie o charakterze rolniczym i sadowniczym, ze względu na bardzo dobre warunki do prowadzenia produkcji rolniczej. Niewielki naturalny zbiornik wodny znajduje się w Korczunku (Karczunku), ponadto jest tam kilka sztucznych zbiorników wodnych przeznaczonych na stawy hodowlane. Na północy wsi znajduje się urządzony las mieszany. Na terenie wsi występuje zabudowa zagrodowa, znajduje się tam także osiedle bloków mieszkalnych.  
Wiszniów sąsiaduje ze wsiami gminy Mircze: Dąbrową, Radostowem, Starą Wsią, Wereszynem oraz wsiami gminy Telatyn: Wasylowem i Poturzynem. Od Hrubieszowa Wiszniów oddalony jest o ok. 26 km, od Lublina ok. 142 km, od Zamościa ok. 47 km, od Warszawy ok. 320 km. Najbliższe przejście graniczne z Ukrainą znajduje się w Dołhobyczowie i oddalone jest o ok. 15 km.

## Demografia
W 2015 roku według danych gminy Mircze liczba mieszkańców wyniosła 537 osób, według Narodowego Spisu Powszechnego z 2011 roku 584 osoby. W roku 2021 przeprowadzono Narodowy Spis Powszechny według którego liczba mieszkańców wyniosła 434 osoby.

## Historia
Najstarsze ślady bytowania ludności na terenie Wiszniowa pochodzą ze środkowego neolitu (kultura pucharów lejkowatych - 4200-2900 r. p.n.e.). Z tego okresu pochodzą fragmenty naczyń glinianych, odłupków krzemiennych. Kolejnym okresem osadnictwa jest epoka brązu (2200-1600 r. p.n.e.), z którego pochodzi 26 stanowisk z pewną ilością ceramiki i materiałem krzemiennym (siekiera, drapacz, skrobacz, odłupki, zgrzebło). Z okresu środkowej i później epoki brązu pochodzą stanowiska archeologiczne zaliczane do kultury łużyckiej (1200-400 r. p. n. e), a reprezentują ją takie znaleziska jak fragmenty naczyń glinianych, przęślik i toporek kamienny. Okres lateński reprezentują trzy stanowiska, w tym jedno należące do grupy czerniczyńskiej (II-I w. p.n.e.). Z okresu osadnictwa datowanego na okres rzymski (I-V w.) pochodzą nieliczne elementy ceramiki trudne do zakwalifikowania. Zaś z okresu osadnictwa wczesnośredniowiecznego (VII-VIII w.) oraz okresu późniejszego (X-XIII) pochodzą nieliczne fragmenty naczyń.
Pierwsze wzmianki o Wiszniowie pochodzą z 1396 roku. W latach 1426–1435 wieś należała do Mikołaja Mnicha z Grąbca, starosty bełskiego; należała również do niego w 1457 roku. Mikołaj Mnich wymieniany jest w dwóch znanych dokumentach jako właściciel Wiszniowa. Pierwszym z nich jest dokument z 24 października 1426 r., w którym Siemowit, Trojden i Władysław, książęta Mazowsza i Rusi, określają granice należących do Gotarda z Falęcic wsi Rożdżałów, Perespa i Rudno. Drugim zaś jest wystawiony w Uhrynowie 16 czerwca 1435 roku akt nadania przez księcia płockiego i bełskiego Kazimierza wsi Wiszniów i Monaster oraz Nowe Sioło i Syców w posiadanie swemu marszałkowi.
W 1436 roku notowano w Wiszniowie kaplicę (capella), a jej kapelanem był Jan Mikołaj Grąbiec..
Rejestr poborowy z 1472 r. notował w Wiszniowie 15 łanów użytków i cerkiew. W 1482 r. wieś wraz z 1/2 cła solnego na komorze w Posadowie w podziale z bratem otrzymał Jan Makosiej Młodszy herbu Prawda. Następnie wieś przeszła w posiadanie jego synów: Mikołaja i Jana z Wiszniowa. Rejestr poborowy z 1531r. notował w Wiszniowie 3 łany użytków i pustą cerkiew ("sinagoga deserta"). W 1564 roku właścicielem wsi był Maciej Makosiej, wojski bełski. W tym też roku wieś posiadała 5 łanów (84 ha) gruntów uprawnych. W 1578 r. Wiszniów należał do nieznanego z imienia Makosieja i liczył 5 łanów użytków, 5 zagrodników z ziemią, 1 rzemieślnika i 4 komorników.
Następnie wieś przeszła w nieznanych okolicznościach w ręce królewskie i została włączona do starostwa bełskiego. W połowie XVII w. Wiszniów jako własność królewska był dzierżawiony przez starostę tyszowieckiego Aleksandra Myszkowskiego i jego żonę Mariannę z Babina Myszkowskiej. Starosta Myszkowski był notowany w źródłach jako dzierżawca Wiszniowa w 1662 r. W czasie jego rządów Wiszniów uległ zniszczeniom od "nieprzyjaciela Koronnego". Prawdopodobnie zniszczeniu uległa cerkiew, gdyż w 1669 r. akt erekcyjny nowej cerkwi podpisał król Michał Korybut Wiśniowiecki. Wówczas też w nieznanych okolicznościach Wiszniów przeszedł w ręce prywatne - pod koniec XVII wieku wieś należała do Stanisława Nagórskiego herbu Ostoja (zm. 1706 r.), stolnika bełskiego. Po nim Wiszniów odziedziczyła córka Katarzyna, która wniosła majątek w wianie Mikołajowi Józefowi Kocowi, herbu Dąbrowa (zm. 1758 r.), sędziemu bełskiemu. Mikołaj Koc był notowany kolatorem cerkwi w 1732 r. Wieś prawdopodobnie przeszła w ręce Józefa Stanisława Radeckiego przez ślub z córką Mikołaja Koca - Anną. Po Józefie Radeckim Wiszniów odziedziczył syn Michał Radecki. W 1780 r. notowano dwóch właścicieli wsi: Michała Radeckiego i Franciszka Świeżawskiego, którzy byli fundatorami nowej drewnianej cerkwi. Franciszek Świeżawski był właścicielem Wiszniowa jeszcze w 1799 r., po nim majątek przejął syn Mateusz Świeżawski, żonaty z Praxedą Dramińską. Drugą część Wiszniowa po Radeckich otrzymał w posiadanie Jan Grabowski. W 1822 r. po Janie Grabowskim wieś odziedziczył syn Aleksander Grabowski, który sprzedał majątek w 1834 r. za 111 750 złotych polskich Marcinowi i Mariannie z Pawłowskich Studzińskim. W 1827 roku w Wiszniowie znajdowało się 78 domów i wieś zamieszkiwało 393 mieszkańców.
Druga część Wiszniowa była w posiadaniu Hipolita i Edwarda Świeżawskich, a później Jana Świeżawskiego, który zmarł w 1840 r. Świeżawscy sprzedali Wiszniów B Józefie z domu Szlubowskiej Kiełczewskiej i  Sewerynowi Kiełczewskiemu w pierwszej połowie XIX wieku. Kiełczewscy mieszkali w modrzewiowym dworze z początku XIX wieku. Według „Leksykonu historycznego...” dwór w Wiszniowie zniszczony został w okresie I wojny światowej, według R. Aftanazego w „Dziejach rezydencji na dawnych kresach Rzeczypospolitej...” dwór spłonął w 1920 r..
Po Kiełczewskich dobra Wiszniów odziedziczyli synowie Tadeusz Kiełczewski i Józef Kiełczewski, którzy wybudowali dwa dwory położone w pobliżu. Wiszniów należał także do syna Seweryna Kiełczewskiego - Władysława Kiełczewskiego, który był fundatorem cerkwi w Wiszniowie w 1850 r. Ostatnim Kiełczewskim, który był właścicielem Wiszniowa był Seweryn Kiełczewski (ur. 1871 r.), syn Władysława Kiełczewskiego i Heleny z Rulikowskich Kiełczewskiej. W 1889 r. połowa wsi należała do Kazimierza Dulęby. Ze Słownika geograficznego wynika, że Wiszniów był podzielony na wieś i dwa folwarki: Wiszniów A i Wiszniów B..
W 1914 r. w wyniku pożaru, wznieconego przez nieostrożność bawiących się dzieci, spaliły się 22 zagrody włościańskie. Straty wyliczono na 30 000 rubli. W czasie I wojny światowej Wiszniów uległ ogromnym zniszczeniom. Całkowicie zniszczono zabudowania dworskie i folwarczne.
Według Spisu Powszechnego z 1921 roku we wsi znajdowało się 105 domów, a liczba ludności wynosiła 622 mieszkańców, w tym 27 Żydów i 422 Ukraińców. W 1929 r. 273 ha gruntów posiadała Zofia Jaroszyńska, 69 ha posiadał Jerzy Plantowski, a 430 ha dzierżawiła Maria Piątkowska. W 1929 r. we wsi notowano Mleczarskie Zakłady "Dobrobyt" oraz dwa wiatraki należące do Zofii Jaroszyńskiej i J. Procydyma..
Majątek ziemski w 1930 r. liczył 392 ha, dzierżawił go S. Bazewicz. W ostatnich latach przed końcem II wojny światowej dzierżawcą Wiszniowa był Wacław Banaszkiewicz. W 1933 r. wojewoda lubelski podzielił wieś na trzy gromady: Wiszniów wieś, Wiszniów Duży i Wiszniów Mały. W 1944 roku w  trakcie akcji Ukraińców z UPA wymierzonych przeciwko Polakom, większość mieszkańców Wiszniowa zbiegła po ostrzeżeniu o planowanym ataku do sąsiedniego Poturzyna, lecz tam wszyscy zostali zamordowani, a Wiszniów został niemal doszczętnie spalony. Po wojnie w miejsce wysiedlonej ludności rusińskiej powrócili mieszkańcy Wiszniowa. Po 1947 r. szlachecki majątek rozparcelowano i utworzono w jego miejsce państwowe gospodarstwo rolne.
W latach 1975–1998 miejscowość administracyjnie należała do województwa zamojskiego.

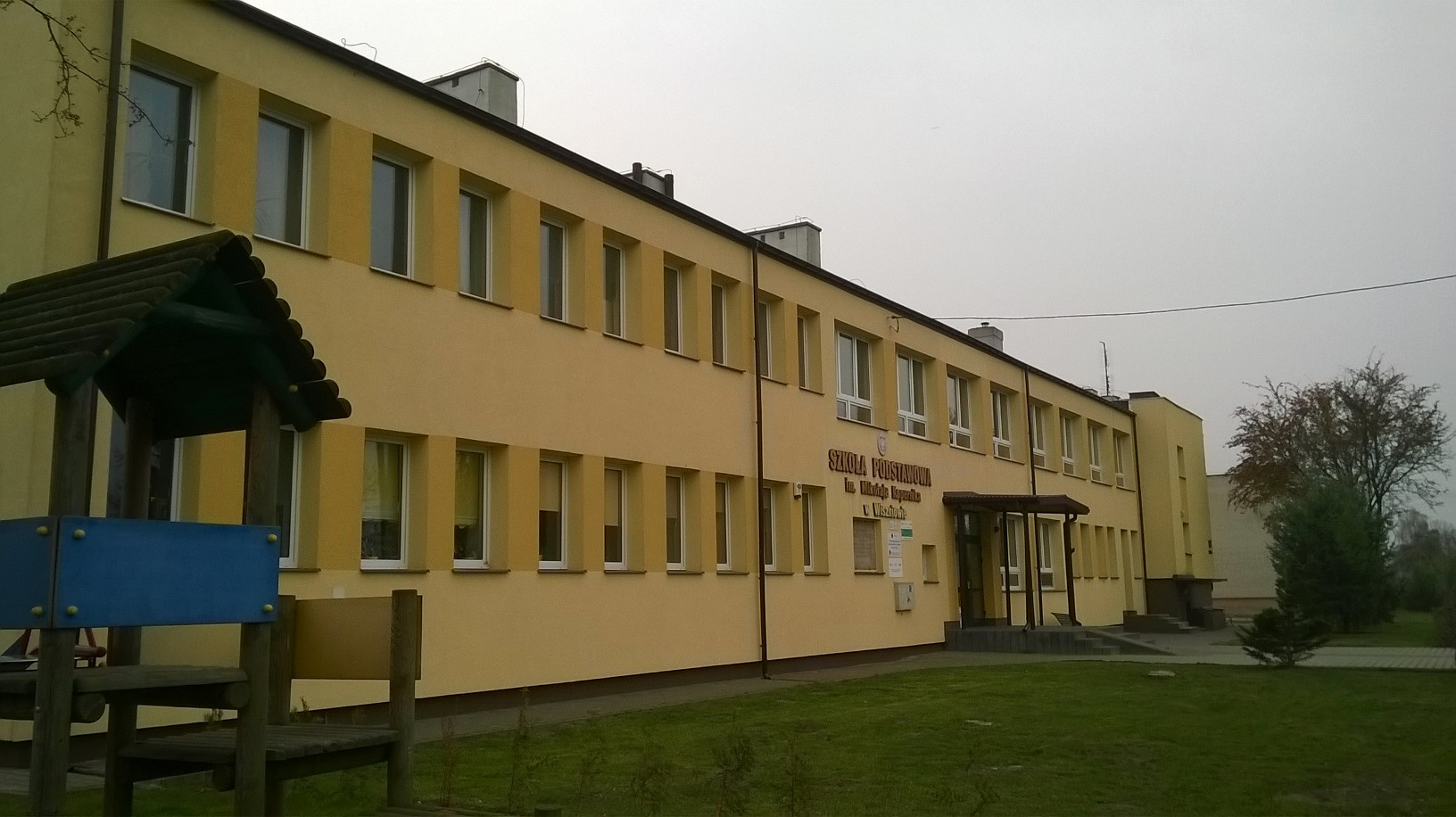
Szkoła Podstawowa im. Mikołaja Kopernika
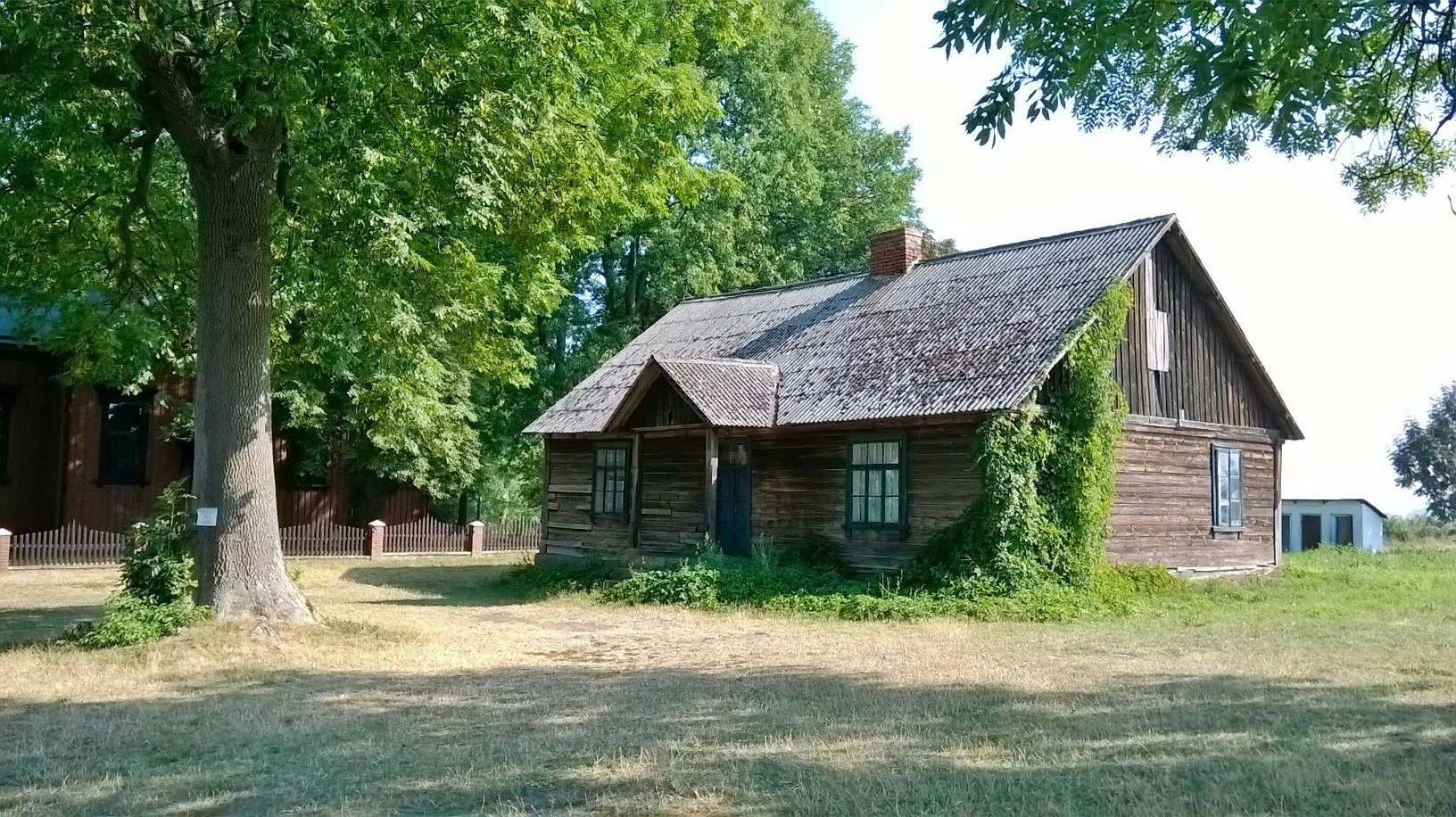
Stara szkoła z końca XIX wieku
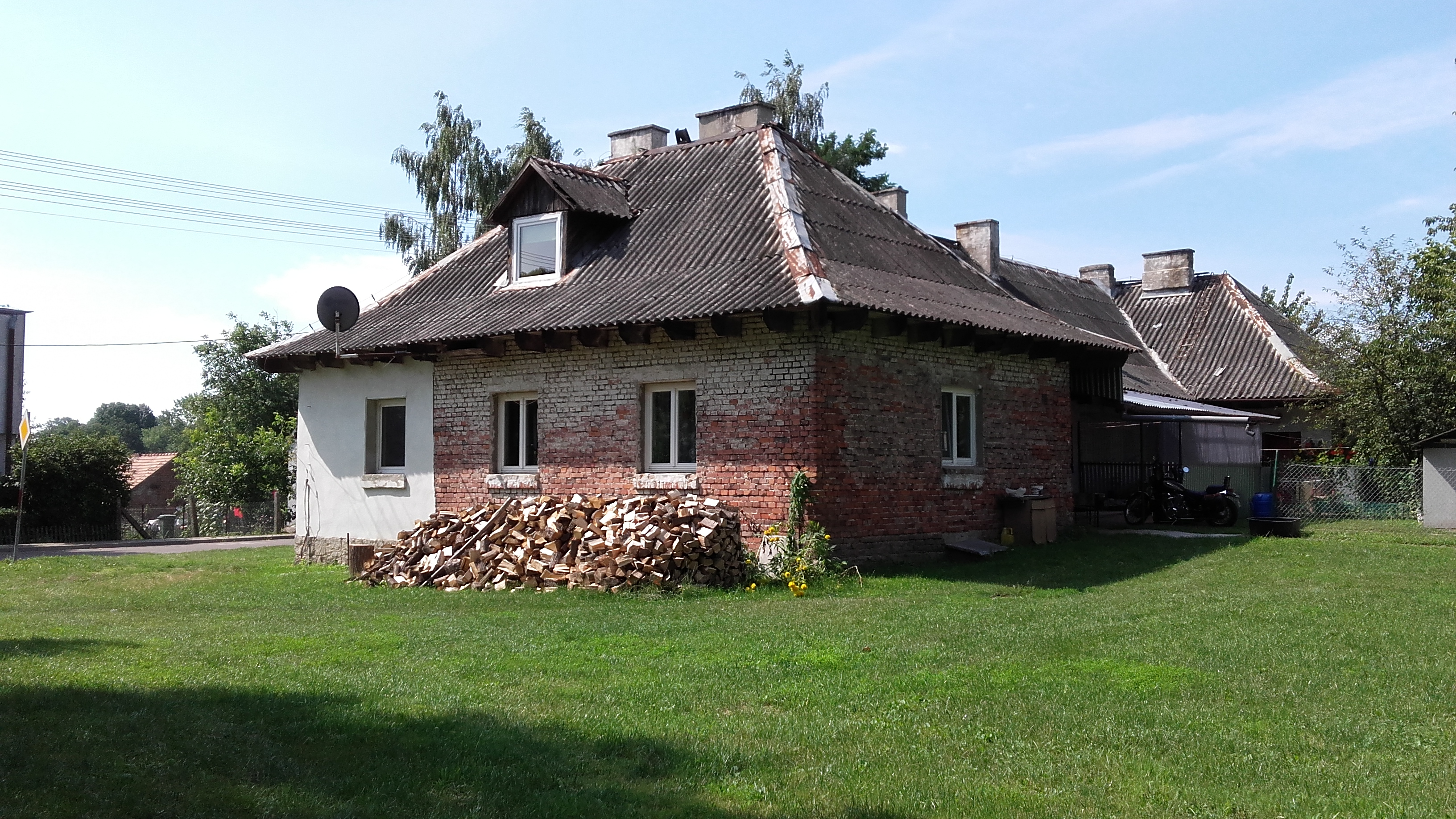
Sześciorak
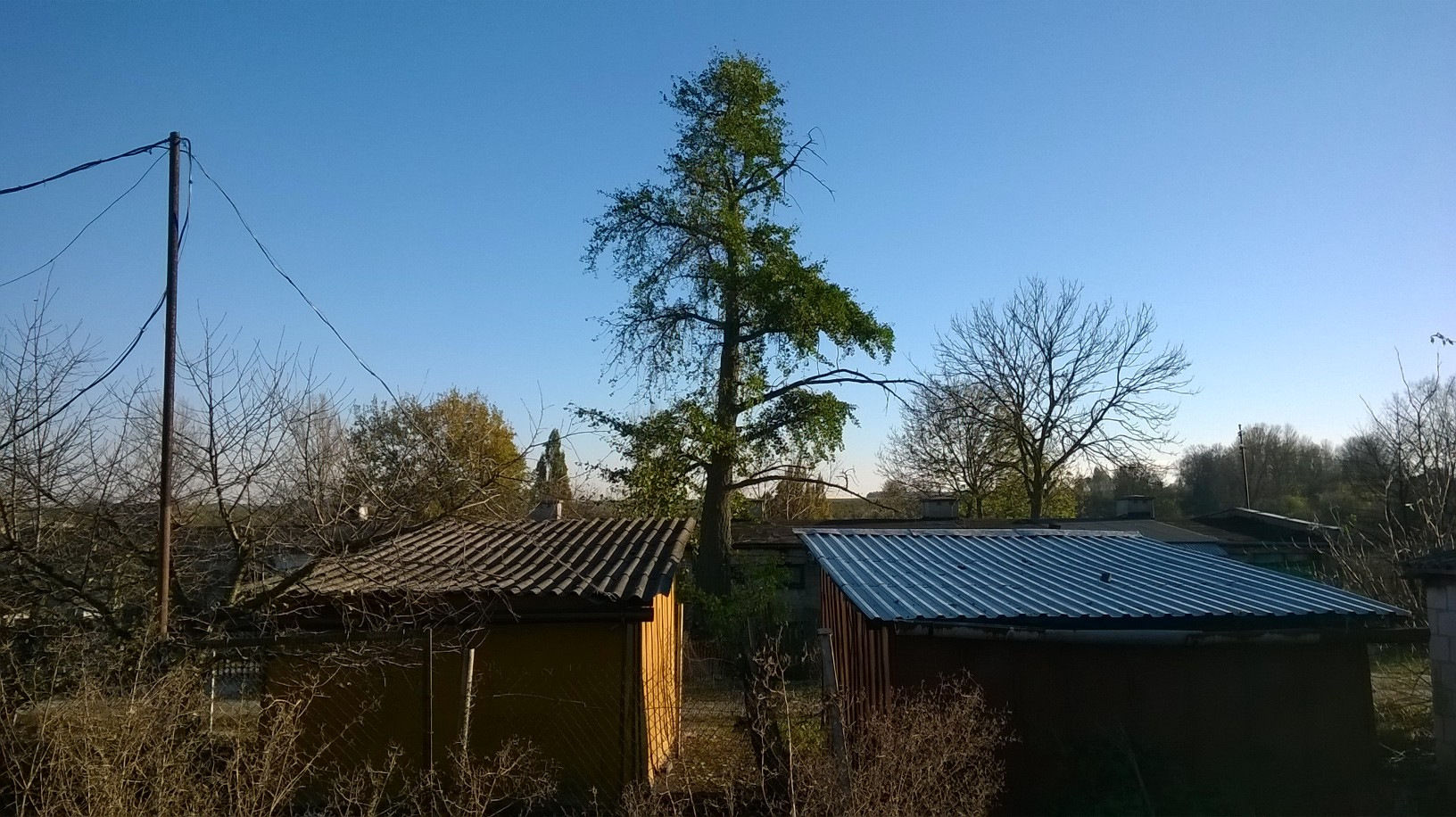
Miłorząb dwuklapowy - pozostałość parku dworskiego

## Właściciele Wiszniowa
Pierwszym znanym właścicielem był Mikołaj Mnich, po nim Jan Makosiej herbu Prawda, Mikołaj i Jan z Wiszniowa, Stanisław Nagórski herbu Ostoja, Mikołaj Koc, Stanisław Radecki, Michał Radecki, Franciszek Świeżawski, Mateusz Świeżawski, Jan Grabowski, Aleksander Grabowski, Hipolit i Jan Świeżawski, Seweryn Kiełczewski, Tadeusz i Józef Kiełczewscy, Władysław Kiełczewski, Seweryn Kiełczewski(II), Zofia Jaroszyńska.

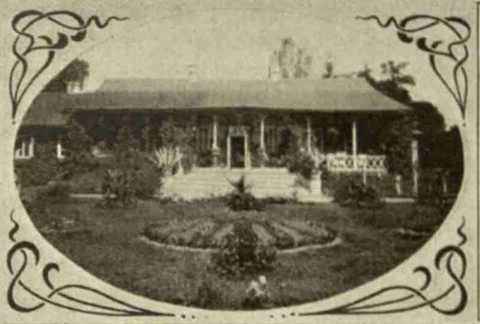
Dwór w Wiszniowie około 1910 roku
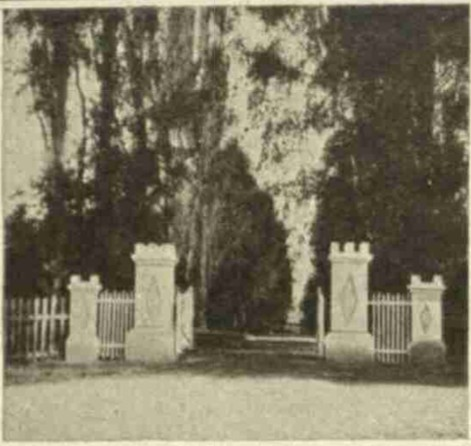
Brama wjazdowa do majątku Wiszniów około 1910 roku
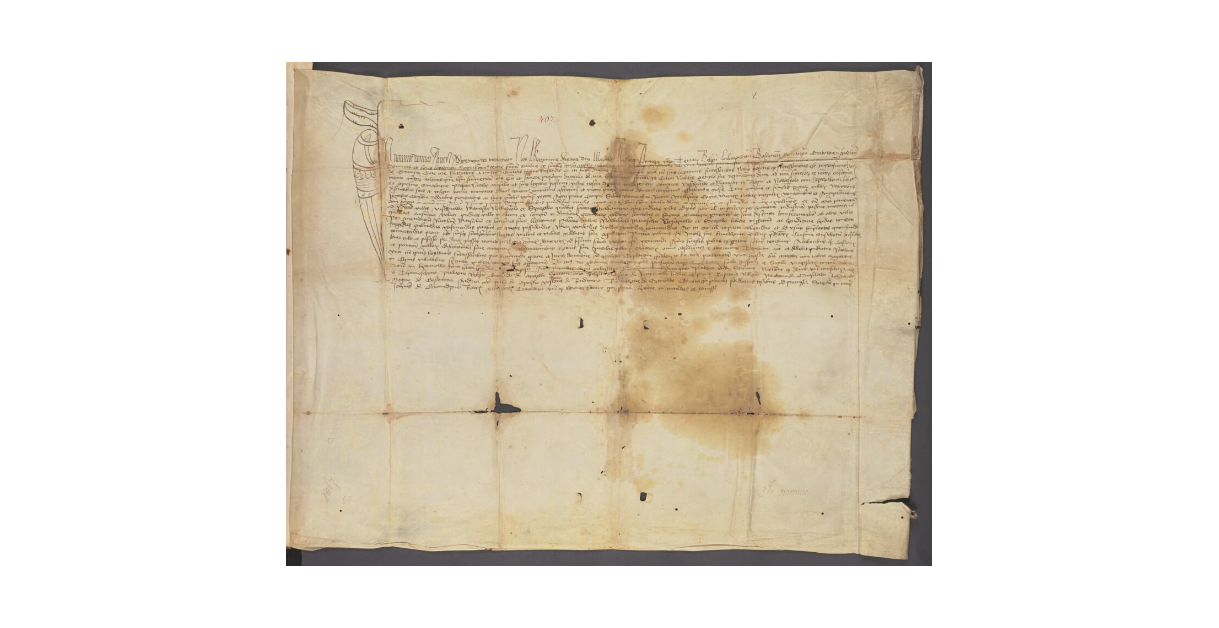
Akt nadania Wiszniowa Mikołajowi Mnichowi 1435 r.
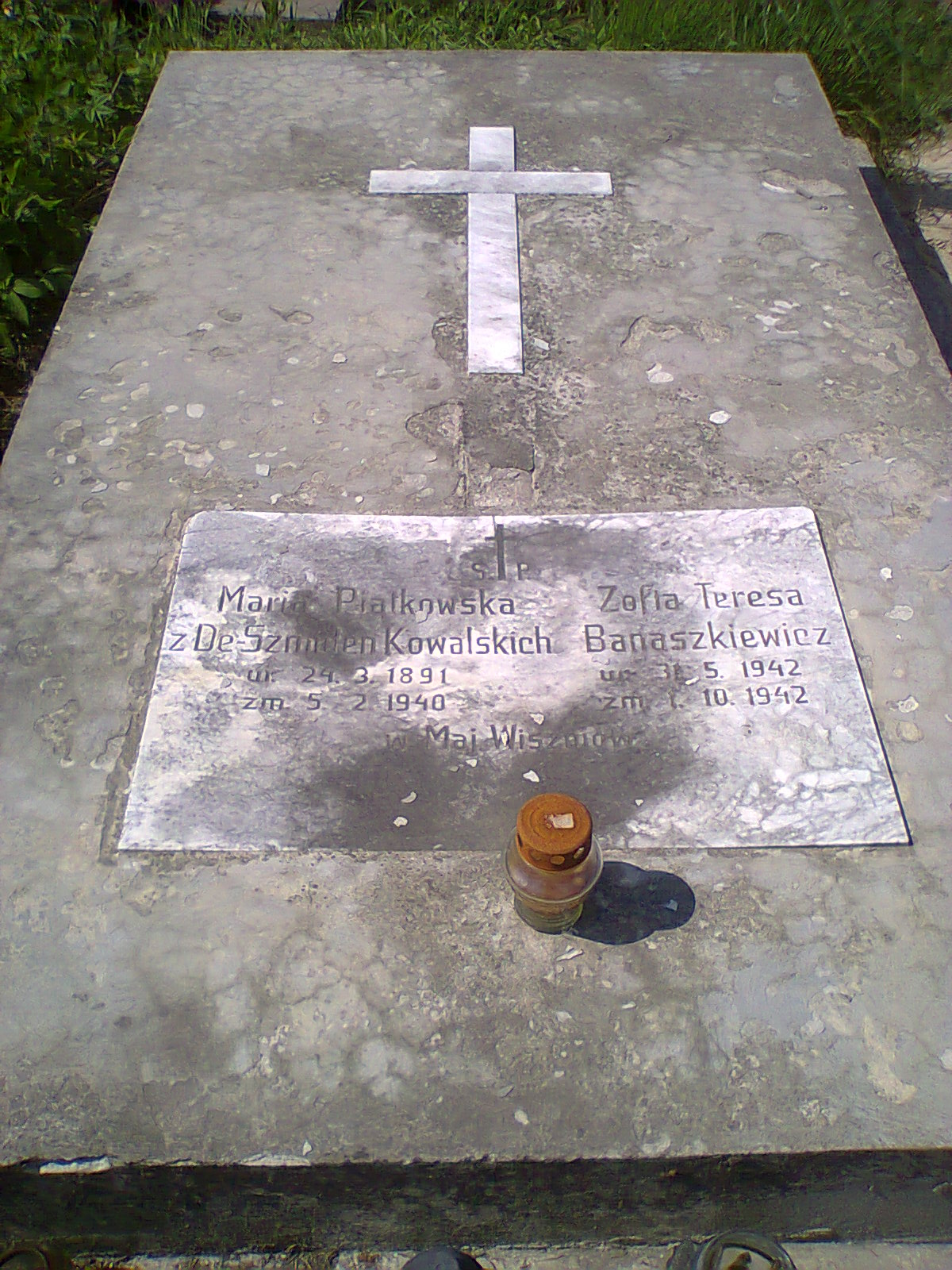
Grób Marii Piątkowskiej i córki Wacława Banaszkiewicza - Zofii Teresy Banaszkiewicz
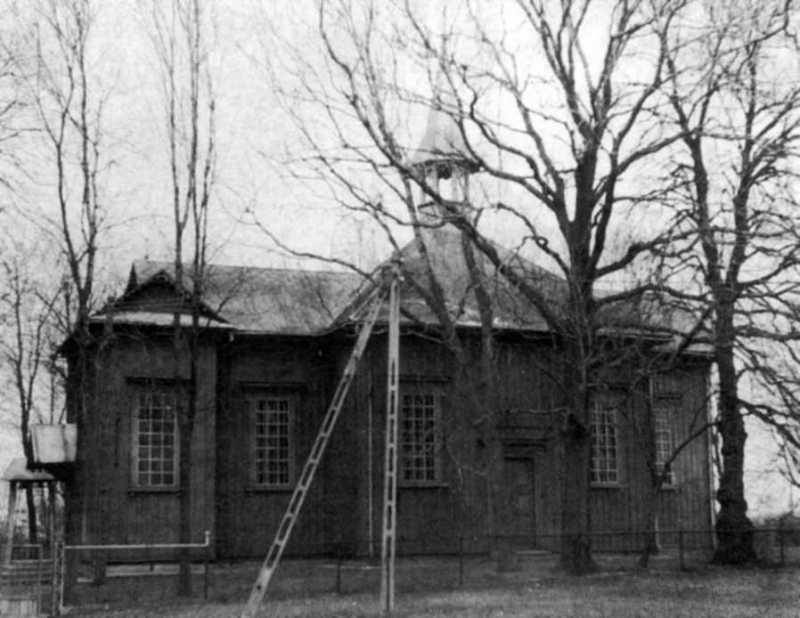
Kościół w Wiszniowie 1985 r.
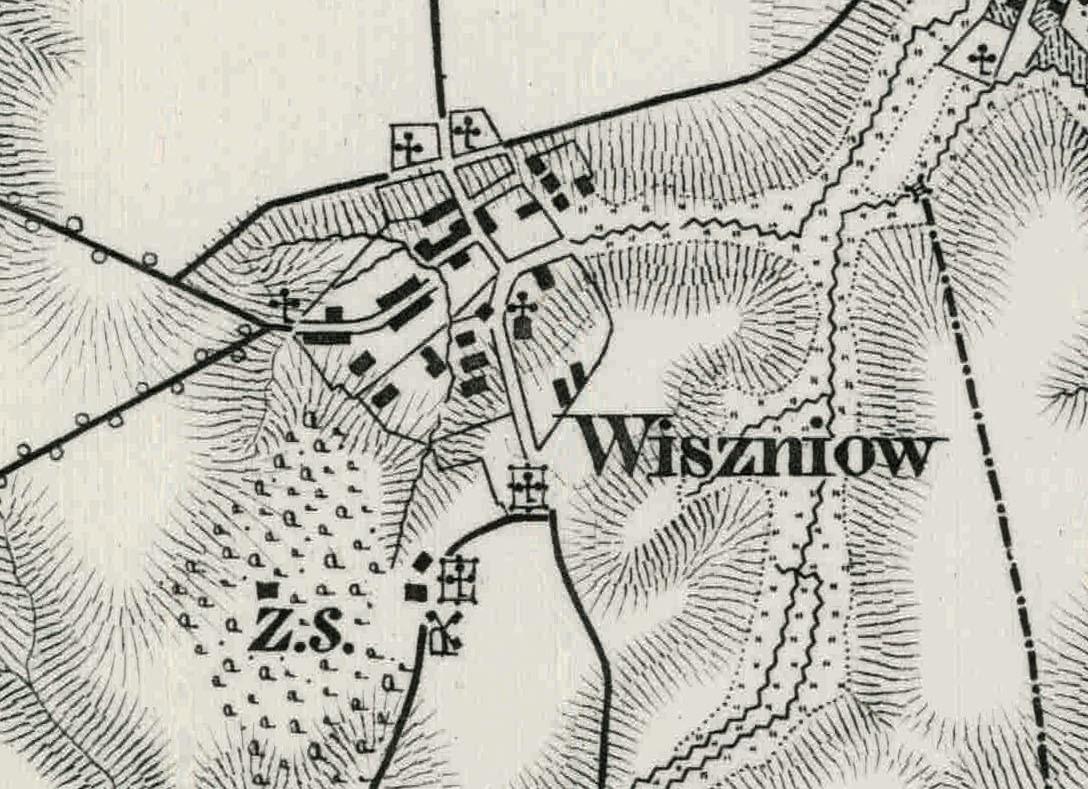
Fragment austriackiej mapy z 1876 r.
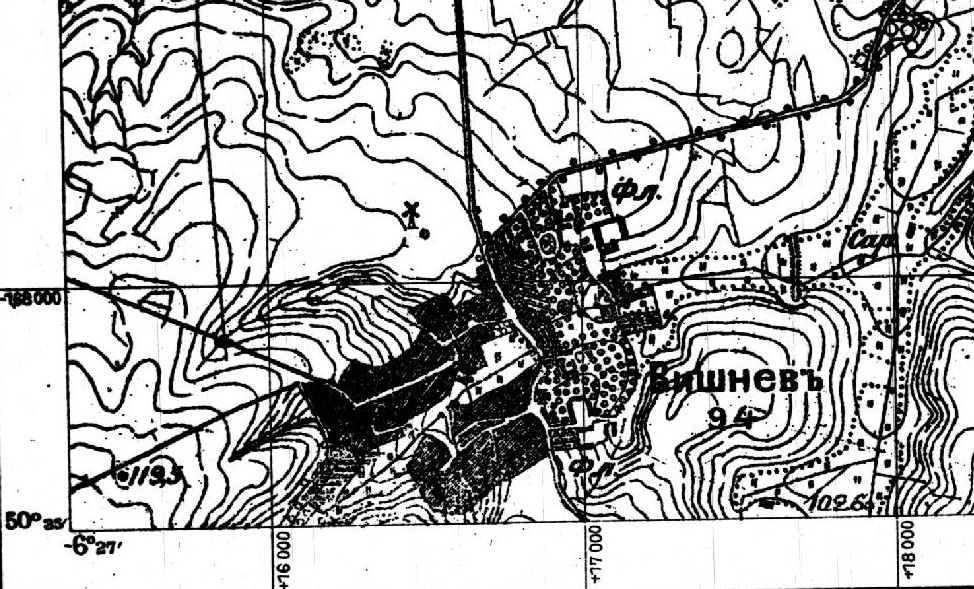
Fragment niemieckiej mapy zaboru rosyjskiego z 1915 r.
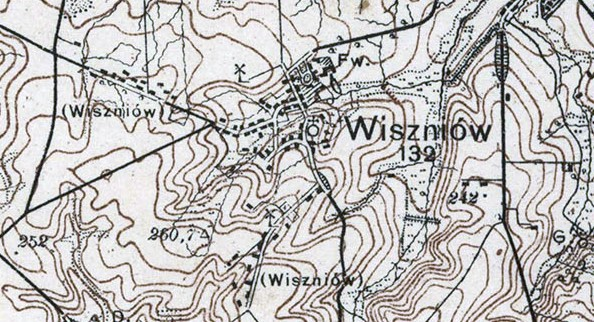
Fragment mapy taktycznej Polski z 1929 r.

## Edukacja
- Szkoła Podstawowa im. Mikołaja Kopernika
- punkt przedszkolny przy Szkole Podstawowej

W 1897 r. w Wiszniowie została zbudowana jednoklasowa, drewniana szkoła. Na czas I wojny światowej zajęcia w szkole zostały zawieszone. W 1918 roku nieznany z imienia Kobus rozpoczął nauczanie w języku polskim. Zmieniło się to z wybuchem II wojny światowej, w 1939 roku uczono tylko ukraińskie dzieci w ich narodowym języku. Po spaleniu Wiszniowa w 1942 roku mieszkańcy rozproszyli się po innych miejscowościach, lecz spora część z nich wróciła do Wiszniowa po wojnie. 
Szkoła zaczęła ponownie funkcjonować dopiero w 1947 roku. Była to szkoła 5-klasowa, a później 6-klasowa. Pierwszym jej kierownikiem był Tadeusz Febrowski, którego w 1955 roku zastąpił Jan Polski. Rok później powiększono szkołę do 7-klasowej. W 1964 r. budynek szkoły był za ciasny, by pomieścić wszystkie dzieci, dlatego podjęto inicjatywę budowy nowej szkoły. Na czele komitetu budowy nowej szkoły stanął Wacław Pikuła, jednak inicjatywa wobec braku poparcia władz lokalnych upadła. Dopiero w 1972 roku rozpoczęto budowę nowej szkoły. W pracach budowniczych pomagali mieszkańcy, dorośli i dzieci. W związku z tym, że na następny rok przypadała rocznica urodzin Mikołaja Kopernika, postanowiono oddać szkołę pod jego patronat. W dniu 3 września 1973 r. nastąpiło uroczyste otwarcie Szkoły Podstawowej im. Mikołaja Kopernika w Wiszniowie. 
Nowa szkoła to budynek murowany, piętrowy, zbudowany przez Przedsiębiorstwo Budownictwa Rolnego z Hrubieszowa. Obok szkoły wybudowano Dom Nauczyciela. W 1974 roku utworzono szkołę zbiorczą i dowożono tu dzieci z sąsiednich miejscowości. Po wieloletniej pracy dyrektora Jana Polskiego, funkcję kierowania szkołą przejął w 1982 roku Marian Kolaszyński, po nim w 2001 roku Elżbieta Laskowska. Obecnie funkcję dyrektora szkoły pełni Dorota Miazga.

## Kultura
- Biblioteka, filia Gminnej Biblioteki w Mirczu[40]
- Koło Gospodyń Wiejskich[41]
- Dzień Wiszniowa[42]
- Spotkania Rolników na Demonstracyjnych Polach rzepaku[43][44]
- Dożynki gminno-parafialne[45]

## Ochotnicza Straż Pożarna
W 1966 roku powstała w Wiszniowie jednostka Ochotniczej Straży Pożarnej. Założył ją Bernard Barszcz, pełniąc równocześnie funkcje pierwszego prezesa, naczelnikiem został Aleksander Błaszczuk. Jako wyposażenie strażacy otrzymali motopompę i samochód. W 1987 roku wybudowano remizę strażacką, w której mieściła się także poczta i punkt katechetyczny. W 1996 i 2009 zakupiono samochody bojowe. W roku 2011 przeprowadzono remont remizy - świetlicy.

## Parafia
Już w II połowie w. XVII istniała w Wiszniowie parafia unicka, do której należały filie w Radostowie i Wereszynie. Przestała ona istnieć po r. 1875 wskutek likwidacji unickiej diecezji chełmskiej, powstała natomiast parafia prawosławna. Katolicy obrządku łacińskiego należeli do parafii Nabróż. Parafia łacińska w Wiszniowie została erygowana, 5 VII 1922 r., przez bp. lubelskiego Mariana Fulmana. Jako uposażenie otrzymała 7 ha ziemi ornej. Parafię włączono do dekanatu tyszowieckiego, obecnie należy do dekanatu łaszczowskiego. Dawna cerkiew parafii greckokatolickiej, pw. Ścięcia Głowy św. Jana Chrzciciela, obecnie kościół parafialny pw. św. Stanisława biskupa. Do parafii należą miejscowości: Korczunek Kol., Radostów, Wasylów, Wereszyn, Wiszniów. Parafia liczy 790 katolików.

## Zabytki
- Kościół pw. św. Stanisława Biskupa i Męczennika, dawna Cerkiew Ścięcia Głowy św. Jana Chrzciciela w Wiszniowie, wpisany do rejestru zabytków.

Świątynia usytuowana jest w południowo-wschodniej części wsi, poza zwartą zabudową. Pierwotnie cerkiew parafialna, wzmiankowana w 1669 r. Obecna świątynia wzniesiona dla grekokatolików w 1850 r. z fundacji właściciela wsi Władysława Kiełczewskiego. Około roku 1875 zamieniona na prawosławną. W 1922 roku erygowano parafię rzymskokatolicką, a świątynię odnowiono i przekształcono z zatarciem cech stylowych. W 1954 i 1987 przeprowadzono remont dachu. 
Kościół w Wiszniowie to świątynia orientowana. Kościół jest drewniany, o konstrukcji zrębowej, oszalowany pionowo. Układ wewnętrzny świątyni jest trójdzielny, złożony z prostokątnego prezbiterium z zakrystią od północy, nawy znacznie szerszej i wydłużonej oraz babińca, równej szerokości z prezbiterium. Przy babińcu od strony zachodniej wieża z dwiema lokalnościami po bokach, znacznie szersza od babińca. Po remoncie dach pozbawiono wieży. Strop wewnątrz wsparty jest na czterech słupach w nawie. Dach jest dwuspadowy nad prezbiterium i babińcem, nad nawą czterospadowy z obszerną czworoboczną wieżyczką na sygnaturkę, namiotowy nad wieżą, pulpitowy nad zakrystią, kryty eternitem. 
Ołtarz główny i dwa boczne o cechach barokowych i rokokowych. Ołtarze boczne (Najświętszego Serca Pana Jezusa i Matki Boskiej Nieustającej Pomocy) przywieziono w 1952 r. z parafii Chrobrowo (archidiecezja lwowska). Kościół malowany w r. 1962 przez Irenę Kondracką z Lublina. W wyposażeniu kościoła uwagę zwracają także zabytki ruchome: chrzcielnica drewniana, zwykła, została wykonana przez stolarza z Radostowa, dwa feretrony o charakterze barokowym z w. XIX, sześć lichtarzy cynowych z r. 1765, cztery obrazy z w. XVIII i XIX, krucyfiks z w. XVIII. Oprócz tego: obraz św. Stanisława BM (w głównym ołtarzu), Miłosierdzia Bożego (obok bocznego ołtarza), św. Teresy od Dzieciątka Jezus (w prezbiterium), figura Matki Boskiej Fatimskiej (przy ołtarzy bocznym). 
Kościół znajduje się pośrodku regularnej działki prostokątnej o wymiarach 60 x 40 m. ogrodzonej płotem. W obrębie działki znajduje się przykościelny cmentarz otoczony zabytkowym drzewostanem, na który składają się klony jawory, klony zwyczajne, jesiony wyniosłe, lipy drobnolistne, kasztanowce. Po II wojnie światowej ocalały tylko kościół, szkoła i organistówka, którą wkrótce rozebrano. 
- Cmentarz przykościelny wpisany do rejestru zabytków, w jego obrębie znajduje się pojedynczy nagrobek kamienny z okresu funkcjonowania cmentarza przy dawnej cerkwi. Ma elipsoidalny kształt, stoi na stylobacie, pozbawiony jest napisów.
- Drewniany budynek dawnej szkoły z 4 ćwierci XIX w. objęty częściową ochroną konserwatorską, znajduje się na wschodnim skraju wsi, obok kościoła. Od momentu powstania do lat 60. XX w. mieściła się tu szkoła podstawowa. Budynek powstał w konwencji klasycystycznej. Został zbudowany z belek sosnowych w konstrukcji wieńcowej, zamocowany na jaskółczy ogon, podwalina jest dębowa na podmurówce z kamienia wapiennego i cegieł. Budynek założono na planie prostokąta z portykiem od przodu wspartym na dwóch drewnianych filarach z trójkątnym przyczółkiem ozdobionym koronkowym ornamentem wiatrownic. Budynek przykrywa dwuspadowy, wysoki dach.
- Nieczynny cmentarz obrządku wschodniego objęty częściową ochroną konserwatorską
- Cmentarz rzymskokatolicki poświęcony w 1922 roku, objęty częściową ochroną konserwatorską
- Pozostałości parku dworskiego z końca XIX w. obejmują powierzchnię około 0,5 ha, jeszcze w 1947 r. istniały w obrębie parku dwa drewniane domy mieszkalne kryte gontem w stanie dobrym i karczma do połowy rozebrana. Szybko budynki te uległy rozbiórce. W 1948 r. przeniesiono z nieznanej miejscowości nowszą budowlę drewnianą, ustawioną na fundamentach zniszczonego dworu, którą ostatecznie także rozebrano[52][53][12].

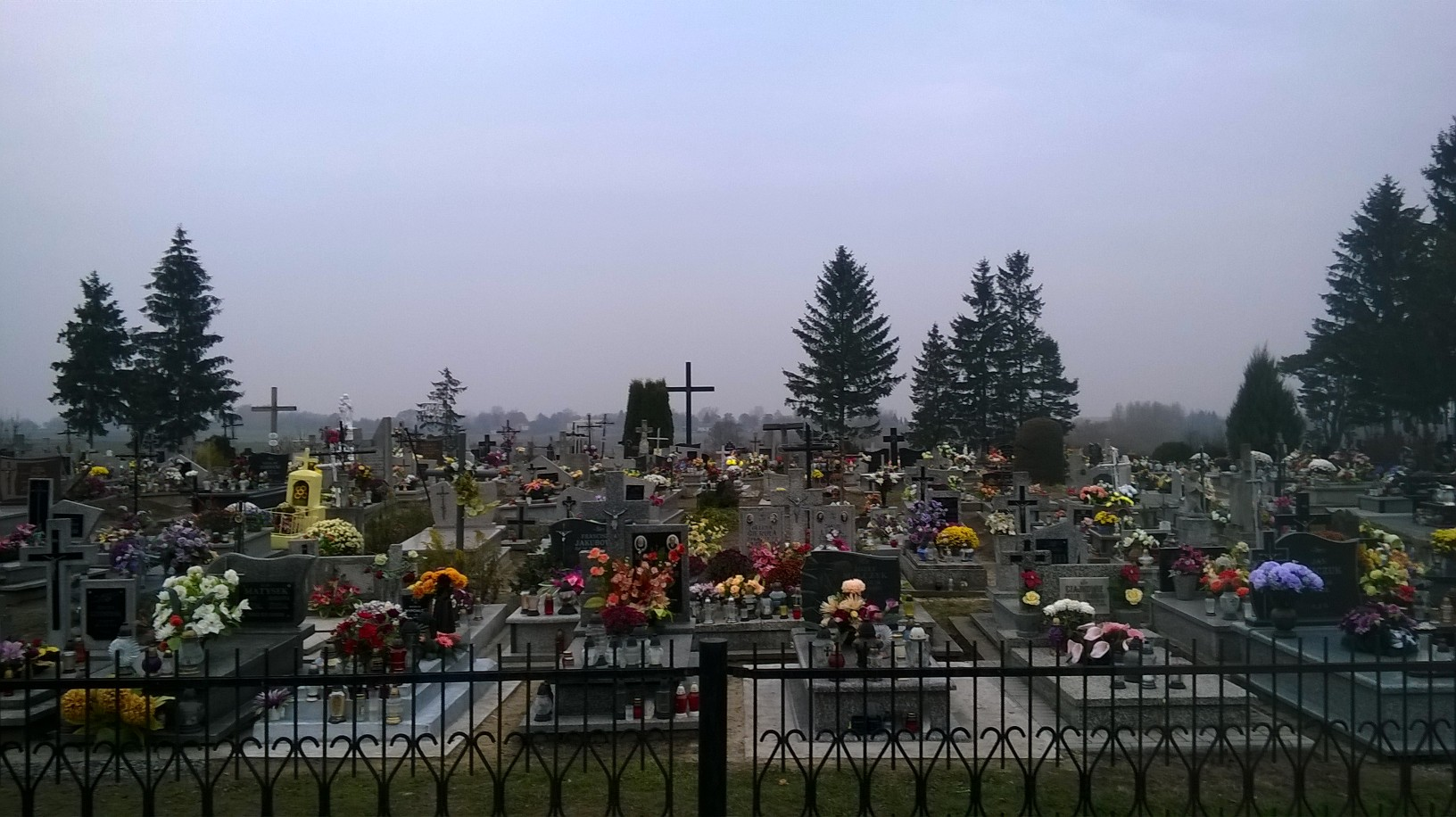
Cmentarz katolicki
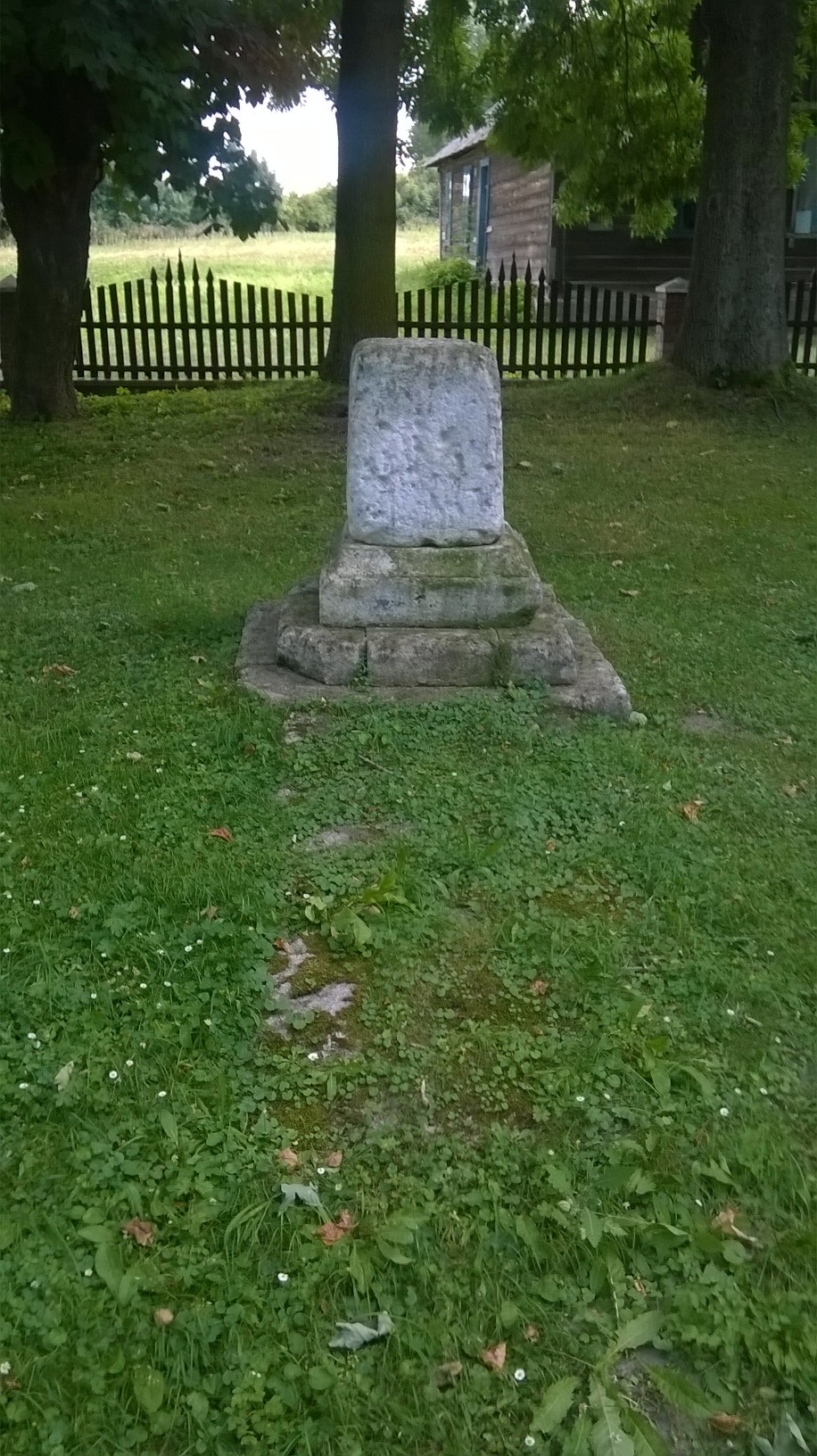
Przykościelny cmentarz
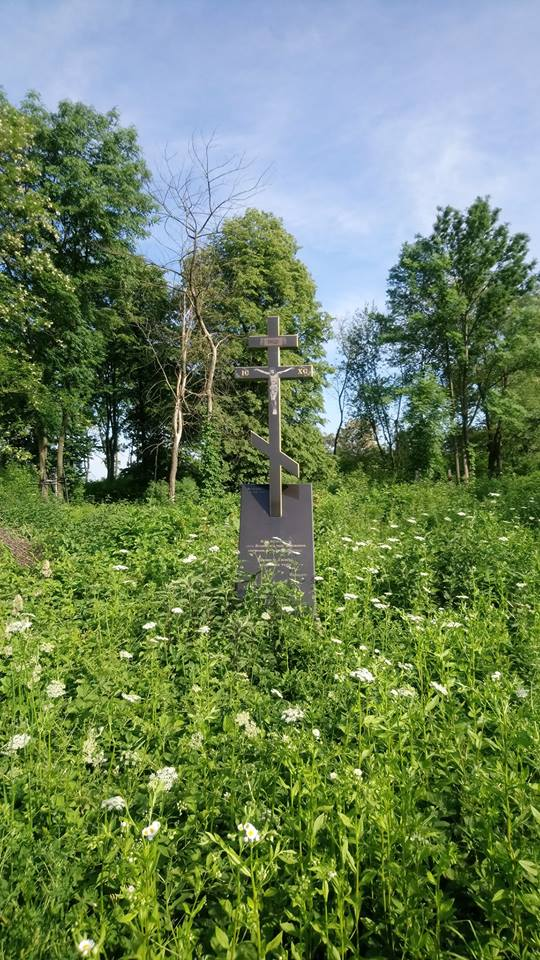
Cmentarz prawosławny
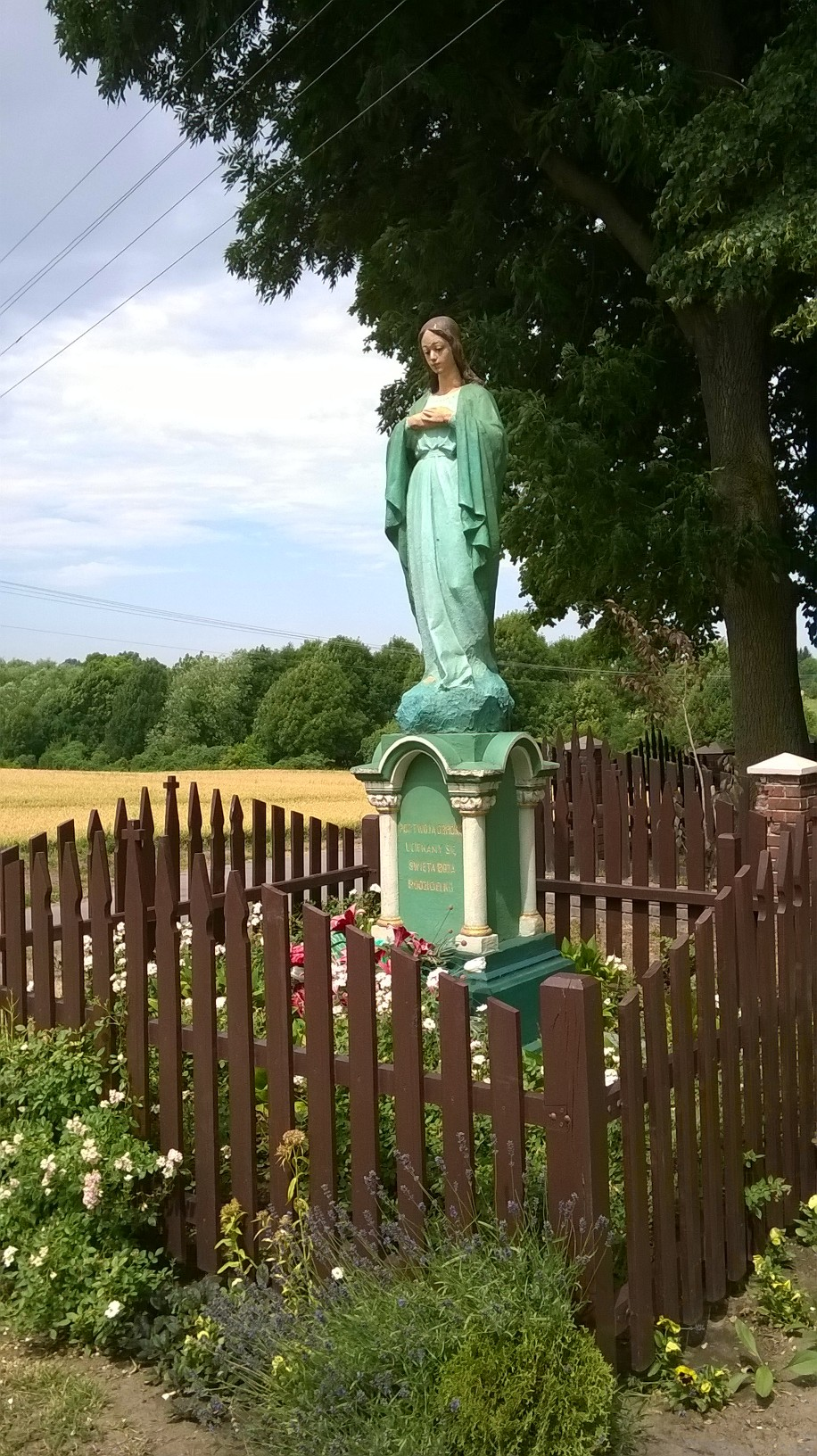
Figura Matki Boskiej z 1906 roku

## Związani z Wiszniowem
- Adam Barszcz, urodzony w Wiszniowie st. sierżant, polski pilot, służył w Royal Air Force w Wielkiej Brytanii.[54][55]
- Anzelm De Schmieden Kowalski, sędzia pokoju, spokrewniony z dzierżawcami Wiszniowa.[56][57]
- Jan Redzej, urodzony w Wiszniowie oficer Wojska Polskiego, uczestnik Powstania Warszawskiego, więzień hitlerowskiego obozu Auschwitz-Birkenau, z którego w nocy z 26 na 27 kwietnia 1943 r. uciekł razem z Witoldem Pileckim oraz Edwardem Ciesielskim.[58][59]
- Oleksandr Rysak, urodzony w Wiszniowie ukraiński krytyk literaturoznawca, poeta, doktor nauk filologicznych.[60]